# Rico Behrens
Rico Behrens ist ein deutscher Politikwissenschaftler.

## Leben
Von 2000 bis 2006 absolvierte er ein Lehramtsstudium an der TU Dresden (1. Staatsexamen für das Lehramt der Fächer Gemeinschaftskunde und Geschichte). Nach der Promotion 2013 an der Universität Marburg ist er seit 2019 Inhaber der Professur Politikwissenschaft III – Politische Bildung und Didaktik der Sozialkunde an der KU Eichstätt.

## Schriften (Auswahl)
- als Herausgeber mit Peter Henkenborg, Anett Krieger und Jan Pinseler: Politische Bildung in Ostdeutschland. Demokratie-Lernen zwischen Anspruch und Wirklichkeit. Wiesbaden 2008, ISBN 3-531-15776-0.
- Rechtsextremismus. Schwalbach am Taunus 2013, ISBN 3-89974-869-7.
- Solange die sich im Klassenzimmer anständig benehmen. Politiklehrer/innen und ihr Umgang mit rechtsextremer Jugendkultur in der Schule. Schwalbach am Taunus 2014, ISBN 978-3-7344-0005-6.
- als Herausgeber: Kompetenzorientierung in der politischen Bildung. Überdenken – weiterdenken. Schwalbach am Taunus 2014, ISBN 978-3-89974-946-5.